# Guadua calderoniana
Guadua calderoniana là một loài thực vật có hoa trong họ Hòa thảo. Loài này được Londoño & Judz. mô tả khoa học đầu tiên năm 1991.